# Junakulunvalvonta
Junakulunvalvonta (JKV) ist ein finnisches Zugbeeinflussungssystem. Es wird auch als ATP-VR/RHK bezeichnet, wobei die Abkürzung für Automatic train protection –VR-Yhtymä/Ratahallintokeskus steht.
Technisch basiert das System auf dem EBICAB-900-System von Bombardier Transportation. Die Ausrüstung aller wichtigen finnischen Bahnstrecken mit JKV wurde Mitte der 1990er Jahre begonnen und in den 2000er Jahren abgeschlossen.
Die Datenübertragung zwischen Infrastruktur und Fahrzeug erfolgt punktförmig mit passiven Balisen. Die Balisen werden immer paarweise, abhängig von der Streckengeschwindigkeit, 2400 m oder 3600 m vor dem Zielpunkt angeordnet. Zur Erhöhung der Streckenkapazität werden auch Wiederholer-Balisen eingesetzt. Über die Fahrzeugantenne werden die Balisen mit 27 MHz angeregt, woraufhin das Telegram mit 4,5 MHz an das Fahrzeug zurückgesendet und auf dem Fahrzeuggerät ausgewertet wird. Das zurückgesendete Telegram besteht aus insgesamt 255 bit mit jeweils 180 Nutzbits. Mithilfe den auf dem Fahrzeuggerät eingegebenen Zugdaten (Typ, Zuglänge, Zugmasse, Bremsgewicht etc.) berechnet das Fahrzeuggerät dann die Bremskurve des Fahrzeugs. Die Zugdaten werden über das Driver Machine Interface (DMI) eingegeben.
Im Kontext des European Train Control Systems (ETCS) ist JKV als Klasse-B-System definiert. Um die Vorteile von ETCS nutzen zu können, wurden die Anforderungen an ein Specific Transmission Module (STM) definiert. Zusammen mit den schwedischen und norwegischen Staatseisenbahnen wurde 2003 der Auftrag zur Entwicklung eines STM an Ansaldo STS vergeben, welches neben den finnischen JKV auch zum schwedisch/norwegischen ATC kompatibel sein sollte. Die Entwicklung des STM wurde 2014 abgeschlossen.
Da in den 2020er Jahren die wirtschaftliche Lebensdauer von JKV enden wird, wurde 2019 das Projekt Digirail gegründet, um die finnische Zugbeeinflussung auf ETCS umzustellen. In der ersten Phase des Digirail-Projekts wird JVK bis 2027 auf der 191 Kilometer langen Strecke Lielahti–Rauma/Pori durch ETCS Level 2 ohne Signale ersetzt.